# Amurg (film din 2008)
Amurg (engleză Twilight) este un film american romantic despre vampiri apărut în anul 2008, bazat pe romanul lui Stephenie Meyer care poartă același nume, Amurg.

## Rezumat
Isabella „Bella” Swan, o adolescentă de șaptesprezece ani, părăsește Phoenix, Arizona și se mută în Forks, un orășel situat în peninsula olimpică a statului Washington, pentru a locui cu tatăl ei, Charlie, șeful poliției din oraș. Mama ei, Renée, este recăsătorită cu Phil, un jucător de baseball din liga minoră a cărui carieră ține adesea cuplul pe drum.
Bella se reîntâlnește cu Jacob Black, un adolescent nativ american care locuiește cu tatăl său, Billy, în rezervația indiană Quileute de lângă Forks. Bella își face prieteni la noul ei liceu, dar îi găsește pe misterioșii și distanții frați Cullen deosebit de interesanți. Bella este așezată lângă Edward Cullen în clasa de biologie în prima ei zi, dar el pare să simtă o repulsie față de ea. După o săptămână de absență de la școală, Edward se întoarce și socializează normal cu Bella. Câteva zile mai târziu, Bella este aproape lovită de o dubă care a derapat în parcarea școlii. Edward parcurge instantaneu o distanță de peste treizeci de metri, punându-se între Bella și duba, oprind-o doar cu mâna. Ulterior, acesta refuză să-i ofere explicații Bellei și o avertizează împotriva împrietenirii cu el. Jacob îi spune Bellei despre o animozitate de lungă durată între Cullen și Quileutes și spune că familia Cullen nu este permisă în rezervare.
După multe cercetări, Bella concluzionează că Edward are puteri misterioase care seamănă cu ale unui vampir. În cele din urmă confirmă acest lucru, dar spune că el și ceilalți Cullen consumă doar sânge de animal. Perechea se îndrăgostește, iar Edward o prezintă pe Bella familiei sale de vampiri. Carlisle Cullen, patriarhul familiei, este medic la spitalul Forks. Esme este soția lui Carlisle și matriarhul familiei. Alice, Jasper, Emmett și Rosalie sunt copiii lor adoptați informal. Reacția familiei la prezența Bellei este mixtă, îngrijorată de faptul că secretul familiei ar putea fi expus.
Relația lui Edward și Bella este pusă în pericol atunci când trei vampiri nomazi - James, Victoria și Laurent - ajung în zona Forks. Aceștia sunt responsabili pentru o serie de decese investigate ca atacuri de animale. James, un vampir tracker cu instincte de vânătoare incredibile, este entuziasmat de parfumul Bellei și devine obsedat de vânarea ei pentru sport. Edward și ceilalți Cullen o protejează pe Bella, dar James o urmărește până la Phoenix, unde se ascunde cu Jasper și Alice. James o atrage pe Bella într-o capcană la un vechi studio de balet. O atacă pe Bella și o infectează cu venin de vampir. Edward ajunge și, după o luptă feroce, îl supune pe James. Alice, Emmett și Jasper îl ucid pe James, decapitându-l și arzându-l, în timp ce Edward scoate veninul de la încheietura mâinii lui Bella, împiedicând-o să devină vampir. După aceea, Bella, cu un picior rupt, este internată în spital. La întoarcerea în Forks, Edward o însoțește pe Bella la balul liceului, unde îi refuză cererea de a o transforma într-un vampir. 
Aceștia nu știu că partenerul lui James, Victoria, îi urmărește în secret, planificând răzbunarea pentru moartea iubitului ei.

## Distribuție
| Kristen Stewart ... Bella Swan Sarah Clarke ... Renée Matt Bushell ... Phil Billy Burke ... Charlie Swan Gil Birmingham ... Billy Black Taylor Lautner ... Jacob Black Gregory Tyree Boyce ... Tyler Justin Chon ... Eric Michael Welch ... Mike Newton Anna Kendrick ... Jessica Christian Serratos ... Angela Nikki Reed ... Rosalie Kellan Lutz ... Emmet Cullen Ashley Greene ... Alice Cullen Jackson Rathbone ... Jasper Robert Pattinson ... Edward Cullen | José Zúñiga ... Mr. Molina (as Jose Zuniga) Trish Egan ... High School Administrator Ayanna Berkshire ... Cora Ned Bellamy ... Waylon Forge Bryce Flint-Sommerville ... Mine Security Guard Peter Facinelli ... Dr. Carlisle Cullen Solomon Trimble ... Jacob's Friend Rachelle Lefevre ... Victoria Cam Gigandet ... James Edi Gathegi ... Laurent Alexander Mendeluk ... Frat Boy Hunter Jackson ... Frat Boy Gavin Bristol ... Frat Boy Sean McGrath ... Frat Boy Katie Powers ... Waitress Elizabeth Reaser ... Esme Cullen | Catherine Grimme ... Young Bella rest of cast listed alphabetically: William Joseph Elk III ... Native Wolf Pack Member #2 (uncredited) Victoria Geil ... 1920's Vampire Victim (uncredited) Stephenie Meyer ... Diner Customer (uncredited) Rick Mora ... Native Werewolf Tribe #1 - Flashback Sequence (uncredited) Rana Morrison ... Patron in Restaurant (uncredited) Tyler Nordby ... Biology Class Student (uncredited) Trip Ross ... Coffee Shop Guy (uncredited) Brianna Womick ... Prom Girl (uncredited) Robert Zorn ... Logger (uncredited) |

## Receptare critică
„Twilight” a răvășit box-office-ul american. Un adevărat fenomen în SUA, filmul a pus țara pe jar și a condus degajat box-office-ul, înregistrând în urma week-end-ului 21-23 noiembrie 2008 încasări de peste 70.5 milioane de dolari. Cu peste 30 de milioane de dolari încasați doar în ziua premierei, producția Summit Entertainment s-a clasat pe locul trei în clasamentul celor mai bine vândute bilete de cinema online din istorie, imediat după "Star Wars: Episodul III - Răzbunarea Sith" și "Cavalerul Negru/ The Dark Knight". Printre filmele cărora a trebuit să le țină piept s-au numărat "Quantum of Solace - Partea lui de consolare", "Madagascar 2" și "Bolt", producții care au pierdut lupta pentru deținerea supremației box office-ului american. "Twilight/ Amurg" este un thriller a cărui regie este semnată de Catherine Hardwicke, devenind astfel cel mai de succes film regizat de către o femeie din istoria cinematografiei.

### Premii
| Premiu                      | Categorie                                                                              | Câștigător                                               | Note     |
| --------------------------- | -------------------------------------------------------------------------------------- | -------------------------------------------------------- | -------- |
| ALMA(2009)                  | Behind the Scenes - Makeup                                                             | Jeanne Van Phue                                          |          |
| ALMA(2009)                  | Special Achievement Award - Behind the Scenes - Hair Stylist                           | Mary Ann Valdes                                          |          |
| Saturn(2009)                | Best Fantasy Film                                                                      |                                                          | Nominat  |
| Grammy(2010)                | Best Compilation Soundtrack Album for Motion Picture, Television or Other Visual Media |                                                          | Nominat  |
| Grammy(2010)                | Best Song Written for Motion Picture, Television or Other Visual Media                 | Josh Farro, Hayley Williams                              | Nominat  |
| MTV Movie Award (2009)      | Best Female Performance                                                                | Kristen Stewart                                          |          |
| MTV Movie Award (2009)      | Best Fight                                                                             | Cam Gigandet, Robert Pattinson                           |          |
| MTV Movie Award (2009)      | Best Kiss                                                                              | Kristen Stewart, Robert Pattinson                        |          |
| MTV Movie Award (2009)      | Best Movie                                                                             |                                                          |          |
| MTV Movie Award (2009)      | Breakthrough Performance Male                                                          | Robert Pattinson                                         |          |
| MTV Movie Award (2009)      | Best Song from a Movie                                                                 | Paramore                                                 | Nominat  |
| MTV Movie Award (2009)      | Breakthrough Performance Male                                                          | Taylor Lautner                                           | Nominat  |
| NAMIC Vision (2009)         | Film of Vision                                                                         |                                                          |          |
| People's Choice Award(2009) | Favorite Movie                                                                         |                                                          |          |
| People's Choice Award(2009) | Favorite On-Screen Team                                                                | Taylor Lautner, Kristen Stewart, Robert Pattinson        |          |
| Teen Choice Award(2009)     | Choice Movie Actor: Drama                                                              | Robert Pattinson                                         |          |
| Teen Choice Award(2009)     | Choice Movie Actress: Drama                                                            | Kristen Stewart                                          |          |
| Teen Choice Award(2009)     | Choice Movie Fresh Face Female                                                         | Ashley Greene                                            |          |
| Teen Choice Award(2009)     | Choice Movie Fresh Face Male                                                           | Taylor Lautner                                           |          |
| Teen Choice Award(2009)     | Choice Movie Liplock                                                                   | Kristen Stewart, Robert Pattinson                        |          |
| Teen Choice Award(2009)     | Choice Movie Rumble                                                                    | Robert Pattinson, Cam Gigandet (Edward Cullen vs James.) |          |
| Teen Choice Award(2009)     | Choice Movie Villain                                                                   | Cam Gigandet                                             |          |
| Teen Choice Award(2009)     | Choice Movie: Drama                                                                    |                                                          |          |
| Teen Choice Award(2009)     | Choice Movie: Romance                                                                  |                                                          |          |
| Teen Choice Award(2009)     | Choice Music Album: Soundtrack                                                         |                                                          |          |
| Teen Choice Award(2009)     | Choice Movie Fresh Face Female                                                         | Nikki Reed                                               | Nominată |
| World Soundtrack(2009)      | Public Choice Award                                                                    | Carter Burwell                                           |          |
| World Soundtrack(2009)      | Film Composer of the Year                                                              | Carter Burwell                                           | Nominat  |
| Young Artist Award(2009)    | Best Performance in a Feature Film - Supporting Young Actress                          | Christian Serratos                                       |          |
| Young Hollywood Award(2009) | Director                                                                               | Catherine Hardwicke                                      |          |